# Gobernadores de Tarija
El Gobernador del Departamento Autónomo de Tarija es la principal autoridad del Departamento de Tarija en Bolivia y Máxima Autoridad Ejecutiva del Gobierno Autónomo Departamental de Tarija.

## Historia
El Departamento de Tarija se incorporó en 1831 al territorio de la República de Bolivia y se constituyó en base a la provincia de Tarija que formaba parte de las Provincias Unidas del Río de la Plata, esta, a su vez, en base al partido de Tarija.
La provincia de Tarija en 1831 no sería reconocida como departamento y permaneció como provincia hasta 1839, donde sería recién integrado en la Constitución de Bolivia. Entre 1839 y 2010 el departamento estaba gobernado por la Prefectura de Tarija, dependiente del Poder Ejecutivo nacional y que estaba al mando de un Prefecto y Comandante General designado por el presidente. Desde 2010 y a partir de la Constitución Política del Estado de 2009, el departamento esta gobernado por el Gobierno Autónomo Departamental como componente del Órgano Ejecutivo departamental, el cual tiene como Máxima Autoridad Ejecutiva a un Gobernador electo cada 5 años en Elecciones Subnacionales.
La Ley del Régimen Electoral vigente (Ley N° 026 del 30 de junio de 2010) define segunda vuelta electoral para candidatos que superen a su adversario más cercano con el 10% o más pero no lleguen al 40% más, o que si superen el 40% pero no a su oponente con el 10% o más.
A continuación, la lista de los antiguos y actuales gobernantes del Departamento.

## Gobernadores y Prefectos (antes de 2010)
Corregidores Gobernantes
- 1574 - 1586 - Luis de Fuentes y Vargas (corregidor y justicia mayor de Tarija, gestión 4 de julio de 1574 - 1586)
- 1598 - Francisco Vázquez Ortiz
- 1616 - Juan Porcel de Padilla
- 1702 - Diego Luján y Acuña
- 1765 - Thomas y Joseph de Herrera
- 1770 - José Martín Moyra
- 1777 - Francisco Xavier García de Prado (gestión 1777 - 1782)
- 1782 - José de Arce y Oruña Sánchez de Herrera (gestión febrero de 1782 - mayo de 1782)
- 1783 - Miguel Gregorio Zamalloa Olaso (gestión 10 de noviembre de 1783)

Gobernadores de la Republiqueta (en Argentina)
- 1812 - Eduardo Torres
- 1815 - Manuel Antonio Baenz
- 1814 - Pedro Antonio Flores
- 1815 - Domingo Soriano Arévalo
- 1816 - Melchor José de Lavin
- 1816 - 1818 - Francisco Solano María Antonio Alberto Pérez de Uriondo y Menéndez (gestión 13 de mayo de 1816)
- 1825 - José Felipe de Echazú Arce (gestión 14 de marzo de 1825 - mayo de 1825)
- 1825 - Bernardo Trigo Espejo (gobierno de facto, gestión mayo de 1825 - diciembre de 1825)

Tenientes Gobernadores de la Republiqueta
- 1825 - Ciriaco Díaz Vélez Insiarte (gestión interino 8 de diciembre de 1825 - oficial el 4 de febrero - 10 de mayo de 1826)
- 1826 - Mariano de Gordaliza (gestión 8 de abril de 1826 (tomó cargo el 10 de mayo) - 30 de noviembre de 1826)

Tenientes Gobernadores (en Bolivia)
- 1826 - Bernardo Trigo Espejo (gobierno de facto, gestión 26 de agosto de 1826)
- 1831 - Manuel Fernández Vacaflor (gobierno de facto, gestión 28 de septiembre de 1831)

Prefectos y Comandantes Generales
- 1839 - Manuel Dorado (gestión 26 de octubre de 1839)
- 1842 - Manuel Rodríguez Magariños (gestión julio de 1842)
- 1846 - Sebastián Agreda
- 1848 - Pedro González
- 1854 - Celedonio Ávila
- 1905 - 1908 - Ángelo Leocadio Trigo Achá
- 1925 - Moisés Navajas Ichazo
- 1928 - 1930 - Arturo Núñez del Prado
- 1932 - 1938 - Eulogio Ruiz Paz (gestión 1932, 1938)
- 1952 - 1953 - Jorge Paz Rojas
- 1983 - Hugo Oliva Sfarcich
- 1985 - José Roger Vaca Garzón
- 1985 - 1986 - Juan Víctor Robertson Trigo (gestión 14 de agosto de 1985 - 12 de mayo de 1986)
- 1989 - Germán Hoyos Delfín

Prefectos y Comandantes Generales desde la Ley de Descentralización Administrativa (28 de julio de 1995)
- 1995 - Víctor Humberto Calabi Leytón (gestión 5 meses y 13 días, agosto de 1995 - enero de 1996)
- 1996 - Mario Cossio Cejas (gestión 13 meses y 28 días, enero de 1996 – marzo de 1997)
- 1997 - Ernesto Zambrana Salinas (gestión 4 meses y 20 días, marzo de 1997 – agosto de 1997)
- 1997 - Óscar Daniel Zamora Medinacelli (gestión 25 meses y 18 días, agosto de 1997 - septiembre de 1999)
- 1999 - Rafael Canedo Trigo (gestión 5 meses y 17 días, septiembre de 1999 - enero de 2000)
- 2000 - Adel Roberto Montero Cortez (gestión 2 meses y 17 días)
- 2000 Oscar Vargas Molina (gestión 25 meses y 12 días junio de 2000 – agosto de 2002)
- 2002 - Paul Castellanos Mealla (gestión 14 meses y 16 días)
- 2003 - Juan Carlos Navajas Mogro (gestión 4 meses y 20 días)
- 2004 - Javier Castellanos Vásquez (gestión 11 meses 10 días)
- 2005 - Jaime Antonio Amezaga Vidaurre (gestión 4 meses y 18 días)
- 2005 - Adel Gonzalo Cortez Maire (gestión 6 meses y 14 días)

Prefectos por el voto popular
| Gobernador                       | Inicio                     | Fin                        | Partido | Partido                              | Notas                                                   |
| -------------------------------- | -------------------------- | -------------------------- | ------- | ------------------------------------ | ------------------------------------------------------- |
| Mario Adel Cossío Cortez         | jueves 26 de enero de 2006 | domingo 3 de enero de 2010 |         | Encuentro Regional: Camino al Cambio | Primer prefecto y comandante general electo en comicios |
| Mauricio Adolfo Lea Plaza Peláez | domingo 3 de enero de 2010 | martes 30 de mayo de 2010  |         | Camino al Cambio                     | Interino                                                |

## Gobernadores (desde 2010)
| Gobernador                   | Inicio                         | Fin                            | Partido | Partido                          | Notas             |
| ---------------------------- | ------------------------------ | ------------------------------ | ------- | -------------------------------- | ----------------- |
| Mario Adel Cossío Cortez     | martes 30 de mayo de 2010      | jueves 16 de diciembre de 2010 |         | Camino al Cambio                 | Primer Gobernador |
| Lino Condori Aramayo         | jueves 16 de diciembre de 2010 | domingo 31 de mayo de 2015     |         | Movimiento al Socialismo         | Interino de facto |
| Adrián Esteban Oliva Alcázar | domingo 31 de mayo de 2015     | lunes 3 de mayo de 2021        |         | Unidad Departamental Autonomista |                   |
| Oscar Gerardo Montes Barzón  | martes 4 de mayo de 2021       | en el cargo                    |         | Unidos para Renovar              |                   |

## Autoridades de laProvincia Cercado de Tarija
Alcaldes Ordinarios de la Villa de Tarixa
- Antonio Domínguez
- Francisco Matienzo
- Gutiérrez Velasquez de Ovando
- Francisco González de Vílla

Alcaldes y Presidentes del Cabildo
- Mariano Antonio de Echazú Mejía
- José Antonio de Guerrin

Alcaldes antes de 1984
- 1826 - 1828 - Manuel Valverde
- 1829 - 1830 - Luis Carrillo
- 1835 - 1838 - Isidro Pantoja
- 1840 - 1842 - Fermín Vaca
- 1847 - 1848 - Juan José Prudencio
- 1899 - Daniel Trigo
- 1899 - 1901 - Bernardo Raña
- 1930 - 1943 - Isaac Sassón Attie (gestión 1930-1943)
- 1962 - Juvenal Cordero Montellano
- 1984 - Julio Carrasco Gavilán
- 1974 - 1975 - Gerardo Methefessel (gestión 1974 - 1975)

Alcaldes desde de 1984
- 1985 - 1987 - Víctor Humberto Calabi Leytón (primer alcalde por el voto popular)
- 1990 - 1991 - Willian Bluske Castellanos
- 1992 - 1993 - Nelson Llanos Peña
- 1987 - 1989, 1994 - 1996, 1996 - 1997 - Oscar Daniel Zamora Medinacelli
- 1997 - 2000 - Never Edmundo Krayasich Bacotich (gestión 1997 - febrero de 2000)

Alcaldes desde el 2000
| Gobernador                  | Inicio                                                                           | Fin                          | Partido | Partido                                                                                  | Notas                                    |
| --------------------------- | -------------------------------------------------------------------------------- | ---------------------------- | ------- | ---------------------------------------------------------------------------------------- | ---------------------------------------- |
| Oscar Gerardo Montes Barzón | martes 8 de febrero de 2000, lunes 10 de enero de 2005, lunes 31 de mayo de 2010 | sábado 30 de mayo de 2015    |         | Movimiento de Izquierda Revolucionaria (2000 - 2005) - Unidos Para Renovar (2005 - 2015) |                                          |
| Rodrigo Paz Pereira         | sábado 30 de mayo de 2015                                                        | martes 20 de octubre de 2020 |         | Unidos Para Renovar - Primero la Gente                                                   |                                          |
| Alfonso Paúl Lema Grosz     | 30 de agosto de 2020                                                             | 3 de mayo de 2021            |         | Movimiento Nacionalista Revolucionario                                                   | Interino electo por el Consejo Municipal |
| Johnny Marcell Torres Terzo | lunes 3 de mayo de 2021                                                          | en el cargo                  |         | Unidos Para Renovar/Movimiento Nacionalista Revolucionario                               |                                          |

Autoridades de la Provincia
| Autoridades                 | Cargo                            | Inicio                    | Fin                  | Partido | Partido                                                                   | Notas |
| --------------------------- | -------------------------------- | ------------------------- | -------------------- | ------- | ------------------------------------------------------------------------- | ----- |
| Johnny Marcell Torres Terzo | Subgobernador                    | 31 de mayo de 2015        | 3 de mayo de 2021    |         | Unidad Departamental Autonomista - Movimiento Nacionalista Revolucionario |       |
| Alfonso Paúl Lema Grosz     | Presidente del Consejo Municipal | 30 de mayo de 2015        | 30 de agosto de 2020 |         | Movimiento Nacionalista Revolucionario (MNR)                              |       |
| Carolina Arellano Cortez    | Subgobernador                    | viernes 7 de mayo de 2021 | en el cargo          |         | Unidos por el Cambio (Unir)/Camino Democrático para el Cambio (CDC)       |       |
| Cesar Mentasti Padilla      | Presidente del Consejo Municipal | lunes 3 de mayo de 2021   | en el cargo          |         | Unidad Departamental Autonomista (UD-A)/Unidos Para Renovar (Unir)        |       |